# Гелецень
Гелецень, Гелецені (рум. Gălățeni) — село у повіті Муреш в Румунії. Входить до складу комуни Песерень.
Село розташоване на відстані 250 км на північний захід від Бухареста, 13 км на південний схід від Тиргу-Муреша, 91 км на схід від Клуж-Напоки, 114 км на північний захід від Брашова.

## Населення
За даними перепису населення 2002 року у селі проживали 768 осіб. Рідною мовою 765 осіб (99,6%) назвали угорську.
Національний склад населення села:
| Національність | Кількість осіб | Відсоток |
| -------------- | -------------- | -------- |
| угорці         | 705            | 91,8%    |
| цигани         | 60             | 7,8%     |